# Миллер, Виктор (математик)
Виктор Сол Миллер (род. 3 марта 1947, Бруклин, штат Нью-Йорк) — американский математик из Центра исследований в области коммуникаций (CCR) Института оборонного анализа в Принстоне, штат Нью-Джерси, США. по математике в Колумбийском университете в 1968 году. Он получил степень бакалавра математики в Гарвардском университете в 1975 году. Он был доцентом кафедры математики Массачусетского университета в Бостоне с 1973 по 1978 год. В 1978 году он присоединился к проекту IBM 801 в отделе компьютерных наук Исследовательского центра Томаса Дж. Уотсона в Йорктаун-Хайтс, Нью-Йорк, и перешёл на математический факультет в 1984 году. С 1993 года он работает в CCR.
С 1984 по 1987 год он был редактором новостей SIGACT.
Основные интересы — вычислительная теория чисел, комбинаторика, сжатие данных и криптография. Он является одним из соавторов криптографии на эллиптических кривых. Он также является одним из соавторов, вместе с Марком Вегманом, алгоритма сжатия данных LZMW, вариации LZW, и различных расширений, одно из которых используется в международном стандарте модемов V.42bis.За это изобретение он получил медаль тысячелетия IEEE. Он также является изобретателем алгоритма Миллера, который имеет фундаментальное значение в криптографии на основе пар. Он также является одним из соавторов алгоритма подсчёта простых чисел Лагариаса-Миллера-Одлыжко.
Миллер является лауреатом премии Certicom Recognition Award, премии RSA за выдающиеся достижения в области математики, присуждённой на конференции RSA в 2009 году, премии Eduard Rhein Stiftung Technology за 2020 год и премии Левчина — все за изобретение криптографии на эллиптических кривых. Он является пожизненным членом IEEE, а также членом Международной ассоциации криптологических исследований и Ассоциации вычислительной техники. Он также является членом Зала славы Ассоциации безопасности информационных систем.